# شارلوت بريت
شارلوت جان بريت (ولدت في 2 يناير 1949) هي مربية أمريكية وسيدة أعمال وسياسية في ولاية فيرجينيا الغربية بالولايات المتحدة. من عام 1984 إلى 1988، عملت في مجلس مندوبي فيرجينيا الغربية، ممثلةً مقاطعة كاناوا. من عام 1988 إلى 1992، عملت في مجلس شيوخ ولاية فيرجينيا الغربية. ترشحت دون نجاح لمنصب حاكم فيرجينيا الغربية في أعوام 1992 و1996 و2016، ولمنصب وزير خارجية فيرجينيا الغربية في عام 2000.

## المسيرة المهنية
قبل دخولها عالم السياسة، عملت شارلوت بريت، ابنة عامل منجم الفحم، كمدرسة لغة إنجليزية في المدارس الثانوية وأستاذة جامعية. خلال مسيرتها التعليمية، شغلت منصب مديرة الاتصالات في مدارس مقاطعة كاناوا ومديرة مشروع الكتابة في فيرجينيا الغربية في كلية الدراسات العليا بفيرجينيا الغربية. كما عملت كمسوقة مستقلة ورئيسة مكتب تشارلستون.
أدارت اثنين من المنح التعليمية الفيدرالية وبرنامج الكتابة الوطني في فيرجينيا الغربية، عند انتخابها في الهيئة التشريعية لولاية فيرجينيا الغربية.

## الحملات على مستوى الولاية

#### 1992
ترشحت بريت لمنصب حاكم ولاية فرجينيا الغربية كمرشحة ديمقراطية في الانتخابات الأولية لعام 1992، لكنها خسرت أمام جاستون كابيرتون. أُشتهرت من خلال تحديها لحاكم الولاية آنذاك كابيرتون بشأن ضرائبه على البقالة والبنزين ومعارضته للمفاوضات الجماعية. كما حصلت على دعم قوي من النقابات. ومع ذلك، فقد أنفق كابيرتون عشرة أضعاف ما أنفقته بريت وهزمها في الانتخابات الأولية بنسبة 42.68% مقابل 36.45%. جاء المدعي العام لولاية فرجينيا الغربية ماريو بالومبو في المركز الثالث بنسبة 20.1%.
بعد خسارتها في الانتخابات الأولية الديمقراطية أمام كابيرتون، رفضت بريت تأييد خصمها وبدأت حملة مستقلة للكتابة في الانتخابات العامة. أدى هذا الإجراء إلى انقسام في هيكل الحزب في الولاية. حصلت بريت على نسبة 12.4% من الأصوات في السباق الذي هزم فيه كابيرتون الجمهوري كليف بينيديكت بنسبة 51% إلى 36.6%.

#### 1996
ترشحت بريت مرة أخرى كمرشحة ديمقراطية لمنصب حاكم الولاية وهزمت الحاكم المستقبلي وعضو مجلس الشيوخ الأمريكي جو مانشين في الانتخابات الأولية بنسبة 39.5% مقابل 32.6%. كانت أول امرأة تحصل على ترشيح حاكم ولاية فرجينيا الغربية من أي من الحزبين الرئيسيين وحصلت على تأييد الرئيس آنذاك بيل كلينتون.
خلال الانتخابات الأولية، حاول مانشين تصويرها على أنها "ضد السلاح"، وهو ما نفته بريت بقولها إنها تمتلك بندقية وكانت عضوًا في الجمعية الوطنية للبنادق (NRA) لمدة 12 عامًا في ذلك الوقت. بعد الانتخابات الأولية، ظهرت مجموعة تُعرف بـ "الديمقراطيون من أجل أندروود"، وهي مجموعة من الديمقراطيين في ولاية فرجينيا الغربية رفضوا دعمها في الانتخابات العامة.
عُقّدت الأمور أكثر عندما قامت لجنة مجلس الشيوخ الجمهوري الوطني (NSRC) ولجنة نصر ولاية فرجينيا الغربية بتمويل حملة إعلانية تلفزيونية ضد بريت اتهمتها زورًا بالتصويت لصالح مشروع قانون يسمح للأطفال بالوصول إلى المواد الإباحية واقتراح تعليم طلاب الصف الأول عن استخدام الواقيات الذكرية، من بين أمور أخرى. نأى أندروود بنفسه عن الإعلانات السلبية. حاول الخصوم السياسيون أيضًا تصويرها على أنها "غريبة الأطوار" بزعم أن والدتها كانت تمارس قراءة الطالع.
خسرت بريت في الانتخابات العامة أمام الجمهوري سيسيل أندروود بنسبة 51.6% مقابل 48.5%. رفعت بريت دعوى قضائية ضد NSRC بعد الانتخابات، ولكن حُكم بأن الوقت قد مضى كثيرًا ليكون له تأثير ضار عليها. دعت بريت خصمها السابق أندروود للشهادة خلال دعواها القضائية.
كان ترشيحها مميزًا بشكل خاص نظرًا لأن 20 فقط من 134 مشرّعًا في ولاية فرجينيا الغربية كانوا من النساء في عام 1996، وحسب مكتب الإحصاء الأمريكي، فإن عدد النساء اللاتي يشغلن وظائف في فرجينيا الغربية أقل من أي ولاية أخرى. ووجدت دراسة نُشرت في عام 1999 في مجلة النساء، السياسة والسياسة العامة أن التغطية الصحفية المحيطة بحملتها وحملة ماري سو تيري لمنصب الحاكم كانت سلبية، ولكنها تستند بشكل أساسي إلى قضايا غير متعلقة بالجنس. ومع ذلك، لم تؤيد أي من الصحف الرئيسية في الولاية حملتها.

#### 2000
ترشحت بريت لمنصب وزير خارجية ولاية فرجينيا الغربية في عام 2000، لكنها خسرت في الانتخابات الأولية الديمقراطية أمام مانشين بنسبة 41.1% مقابل 32.9%. بعد الانتخابات، عادت إلى الأنشطة التعليمية ودرست للحصول على درجة في التغذية.

#### 2016
رُشحت بريت ممثلةً حزب الجبل لمنصب حاكم ولاية فرجينيا الغربية في 16 يوليو 2016، في مؤتمر الحزب. القس جيم لويس، الذي كان من المتوقع أن يحصل على الترشيح، هُمّشَ بسبب جراحة في الركبة.
في برنامج "صناع القرار" الذي يقدمه براي كاري، وصفت بريت خصمها الديمقراطي الملياردير جيم جاستيس بـ "الجمهوري". ردًا على ذلك، زعمت رئيسة الحزب الديمقراطي في ولاية فرجينيا الغربية، بيليندا بيفور، في رسالة أرسلتها إلى قائمة بريد إلكتروني أن الجمهوريين تبنوا بريت وأنهم يمولون حملتها وأن "التصويت لبريت هو تصويت لكول" (في إشارة إلى بيل كول، مرشح الحزب الجمهوري). وصفت بريت هذه الاتهامات التي لا أساس لها بأنها "كذب واضح" وقالت إن التصويت لها هو تصويت ضد "الوضع الراهن المحافظ".
لم يُدعى بريت إلى المناظرة بين مرشحي الحزب الجمهوري والديمقراطي. انتهت في المركز الثالث في الانتخابات العامة، حيث حصلت على أقل من 6% من الأصوات، خلف جاستيس (الفائز) وكول.